# Andrij Medvedjev
Andrij Olehovytj Medvedjev eller Andrej Medvedev (ukrainsk: Андрі́й Оле́гович Медве́дєв ; russisk: Андрей Олегович Медведев tr. Andrej Olegovitj Medvedev ; født 31. august 1974 i Kijev, Sovjetunionen) er en tidligere ukrainsk tennisspiller, der blev professionel i 1991, og stoppede karrieren i 2001. Han vandt igennem sin karriere elleve singletitler, og hans højeste placering på ATP's verdensrangliste var en 4. plads, som han opnåede i maj 1994.

## Grand Slam
Medvedevs bedste Grand Slamresultat nogensinde kom ved French Open i 1999, hvor han som useedet spillede sig helt frem til finalen, hvor modstanderen var amerikaneren Andre Agassi. Medvedev vandt de to første sæt og lignede en vinder, men måtte efterfølgende se Agassi vinde de tre sidste sæt, og dermed kampen, efter et comeback der gjorde kampen til en af de mest legendariske finaler i French Opens historie.